# Ararandeuara
Ararandeuara (Ararandeua Amanaye,Ararandeuára, Ararandewára), pleme američkih Indijanaca iz brazilske države Pará, porodice Tupian, nastalo 1873. odvajanjem od Amanayé Indijanaca. Ararandeuare su se odvojili od glavnine plemena s misije Anauéra te se nastanjuju uz rijeku igarapé Ararandeua. Pred kraj stoljeća pleme predvodi neka mulatkinja Damásia sve do 1930.-tih godina. Tih su godina Ararandeuare imali oko 300 duša u četiri sela. Godine 1942 preostalo ih je 17 koje vodi Damasijin sin, a lutaju uz slabo poznatu rijeku Garrafão, pritoku Ararandeue.

## Maleni rječnik
ararandeuara... engleski... hrvatski
- tata... fire... vatra
- tanimbu... ash... pepeo
- iwate... mountain... planina
- iwapara... cloud. oblak
- parana... water... voda
- eren... tooth... zub
- etsin... nose... nos
- ejuru... mouth... usta
- epe. foot... stopalo
- epo... hand... šaka
- pira... fish... riba

## Vanjske poveznice
- Amanayé  Arhivirana inačica izvorne stranice od 14. prosinca 2004. (Wayback Machine)
- rječnik[neaktivna poveznica]